# Alfred Hartmann (Rennfahrer)
Alfred Hartmann (* 12. August 1910 in Spremberg; † 6. Mai 2001 in Fürstenzell) war ein deutscher Motorrad- und Automobilrennfahrer, Motortuner sowie Unternehmer.

## Werdegang

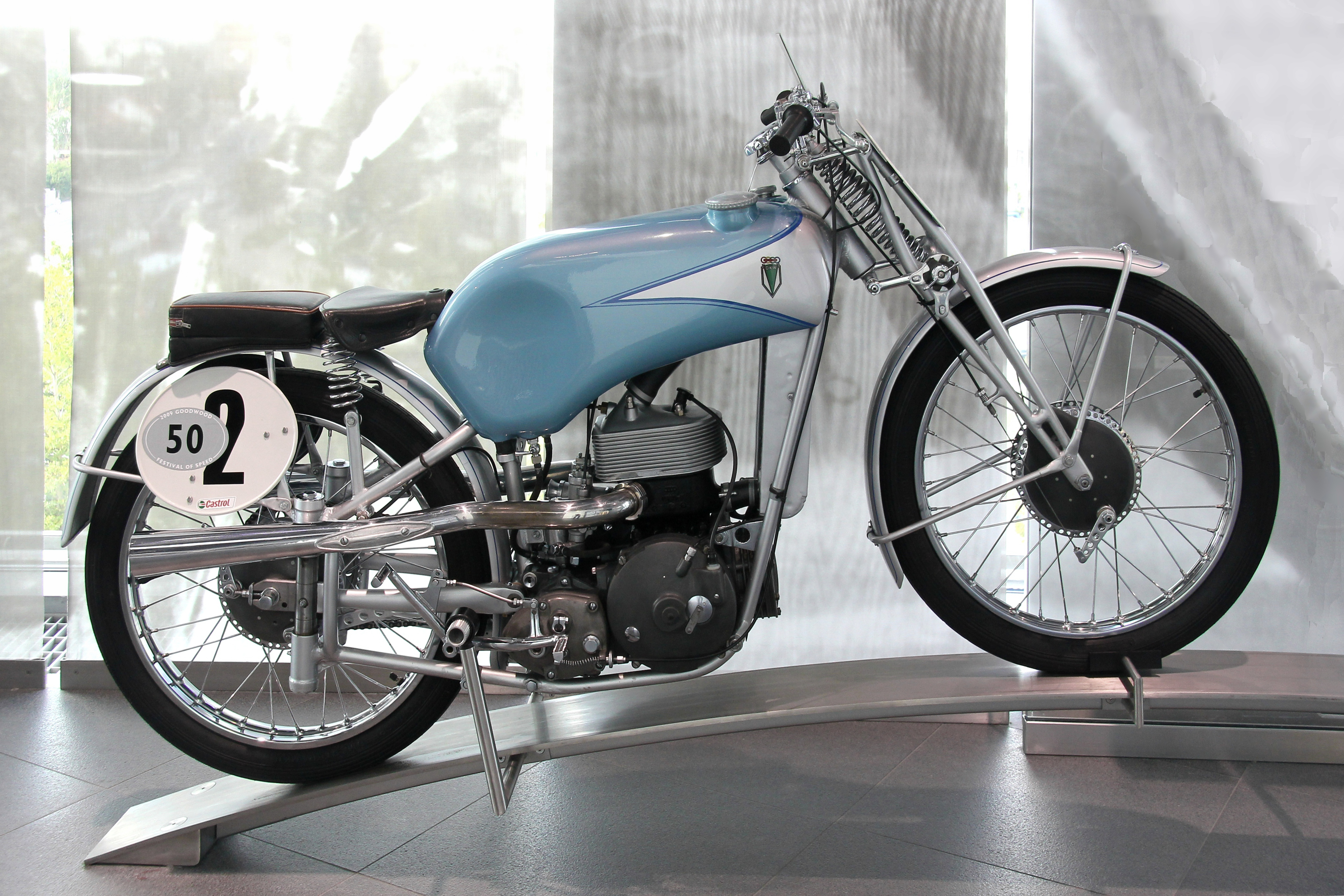
DKW SS 250 von 1938 im museum mobile in Ingolstadt

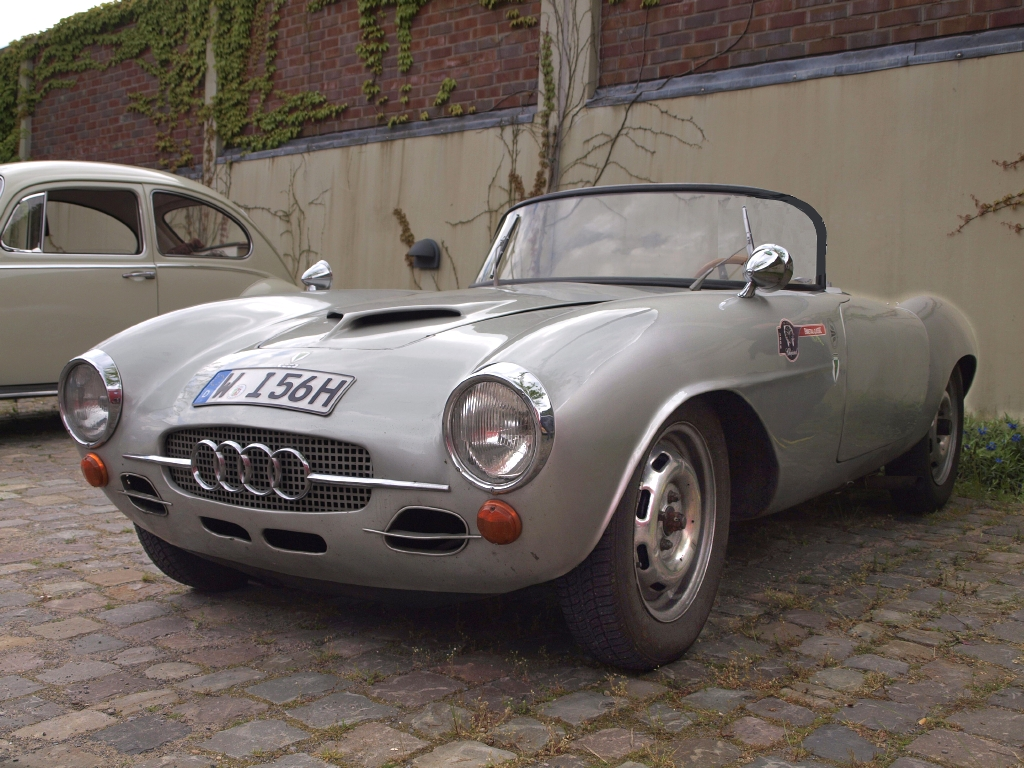
Der Drews-DKW Spyder mit Alukarosserie auf Basis des DKW 3=6, aufgenommen 2015

Hartmann war vor dem Zweiten Weltkrieg als Motorradrennfahrer aktiv. Beim Großen Preis von Belgien 1938 in Spa-Francorchamps, der zur Motorrad-Europameisterschaft 1938 zählte, belegte er auf einer DKW (höchstwahrscheinlich eine SS 250) hinter den drei DKW-Werksfahrern Kluge, Petruschke und Gablenz Rang vier im Rennen der 250-cm³-Klasse.
Im Krieg verlor Hartmann durch einen Granatsplitter den linken Arm. Es verschlug ihn nach Berchtesgaden, wo er nach Kriegsende zwei Jahre lang beim VW-Händler Hans Buchwinkler als Automobilverkäufer arbeitete. Aufgrund seiner noch bestehenden Verbindungen zu DKW baute er sich danach eine eigene Existenz auf und eröffnete 1954 im Berchtesgadner Ortsteil Nonntal eine Werkstatt. Trotz seiner Kriegsversehrung bestritt Hartmann auch wieder Rennen. Im Juni 1955 erreichte er auf einem DKW F 91 bei der Österreichischen Alpenfahrt den vierten Platz.
Im April 1956 ging Hartmann zusammen mit R. Berberich auf einem DKW 3=6 bei der Mille Miglia an den Start und erreichte beim Rennen von Brescia nach Rom und zurück nach Brescia Rang 145 im Gesamtklassement im Rang acht in der Klasse T/GT 1.0. 1957 und 1958 nahm Hartmann auf einem selbst frisierten DKW-Spyder sehr erfolgreich an verschiedenen Rennen teil; die offene Leichtmetallkarosserie dieses Spyders schuf das Wuppertaler Karosseriebauunternehmen Drews auf Basis eines DKW 3=6. Unter anderem feierte Hartmann einen Klassensieg beim Roßfeldrennen.
Begünstigt durch seine Rennerfolge entwickelte sich in der zweiten Hälfte der 1950er-Jahre das Tuning von DKW-Dreizylinder-Zweitaktmotoren als lohnender Geschäftszweig der Nonntal-Garage – insgesamt wurden im Laufe der Zeit über 70 Rennmotoren in alle Teile der Welt ausgeliefert. Anfang 1958 begann Hartmann mit der Entwicklung eines eigenen Rennwagens für die neu gegründete Formel Junior. In der Folge gliederte er seiner Garage einen „Spezialbetrieb für Zweitakt-Hochleistungsmotoren“ an und gründete die „Scuderia Hartmann Berchtesgaden“. Die ersten Hartmann-Formel-Junior-Wagen basierten auf dem DKW 3=6 und hatten einen 1000-Sp-Motor aus dem Auto Union 1000. Durch den Frontmotor waren die Wagen vorn sehr hoch und es gab Probleme mit der Kühlung und dem Luftwiderstand, weshalb Hartmann einen Typ 2 konstruierte. Im Frühjahr 1960 wurde der Wagen fertiggestellt. Er hatte ein vorn liegendes Getriebe, das eine wesentlich strömungsgünstigere Front mit einem cw-Wert von 0,35 ermöglichte. Da die Nonntal-Garage allmählich zu klein geworden war, mietete Hartmann in der Unterau einen alten Luftschutzbunker an und baute ihn zur Rennwerkstatt aus. In den Jahren 1959 bis 1961 entstanden dort etwa 15 Rennwagen. Mindestens drei dieser Fahrzeuge wurden 1961 nach Jugoslawien geliefert, wo Staatspräsident Tito in Novo mesto einen eigenen Rennstall betrieb. Unter anderem waren für die „Scuderia Hartmann Berchtesgaden“ die Rennfahrer Eberhard Mahle, Walter Schatz und Kurt Ahrens jr. aktiv.
Alfred Hartmann gab seinen Betrieb 1963 an Georg Köppl weiter. Er verließ Berchtesgaden und zog nach Österreich, wo er in Innsbruck für die ÖMV arbeitete. Im Jahr 1989 ließ er sich in Lenggries nieder.
Hartmann starb 2001 im Alter von 90 Jahren in Fürstenzell.

## Verweise